# Dyrøy
Dyrøy (tiếng Bắc Sami: Divrráid suohkan) là một đô thị ở hạt Troms, Na Uy. Trung tâm hành chính của đô thị này là làng Brøstadbotn. Đô thị này được đặt tên theo đảo Dyrøya, được kết nối với đất liền bằng cây cầu hiện đại Dyrøy. Hầu hết mọi người, tuy nhiên, không sống trên đảo, nhưng sống trong Brøstadbotn trên đất liền. 
Dyrøy được thành lập vào ngày 01 tháng 9 năm 1886, khi nó đã được tách khỏi đô thị Tranøy. Dân số ban đầu của Dyrøy là 1.281 người. Ngày 1 tháng 1 năm 1964, các bộ phận của Tranøy trên đất liền (dân số: 382) đã được chuyển giao cho Dyrøy.